# Jordan Mickey
Jordan Mickey, né le 9 juillet 1994 à Dallas dans le Texas, est un joueur américain de basket-ball. Il mesure 2,01 m et évolue aux postes d'ailier fort et pivot.

## Biographie
Mickey fait sa carrière universitaire avec les Tigers de LSU de 2013 à 2015. Il se présente à la draft 2015 et est choisi en 33e position.
En juillet 2018, Mickey rejoint le BC Khimki Moscou où il signe un contrat d'un an,.
Lors de sa première saison en Euroligue, Mickey termine 5e meilleur marqueur de la saison régulière avec 14,2 points par rencontre et 5e meilleur contreur avec 1,07.
Le 10 juillet 2019, il signe au Real Madrid.
En juillet 2020, Mickey revient au Khimki Moscou avec lequel il signe un contrat pour une saison.
En juillet 2021, il s'engage avec le Zénith Saint-Pétersbourg pour une saison. Après l'invasion de l'Ukraine par la Russie en février 2022, Mickey quitte le Zénith. Il revient toutefois au Zénith pour disputer la fin de la saison et remporte le titre.

## Palmarès
- Vainqueur de la VTB United League et champion de Russie 2021-2022
- MVP des playoffs de la VTB United League 2021-2022
- Copa del Rey 2020
- Meilleur contreur de la NCAA (2015)
- First-team All-SEC (2015)
- Second-team All SEC (2014)
- SEC All-Defensive Team (2014)
- SEC All-Freshman team (2014)

## Statistiques

### Universitaires
Les statistiques de Jordan Mickey en matchs universitaires sont les suivantes :
| Année     | Équipe   | Matches | Titul. | Min./m. | %tir | %3pts | %l-f | rbds/m. | pass/m. | int/m. | ctr/m. | pts/m. |
| --------- | -------- | ------- | ------ | ------- | ---- | ----- | ---- | ------- | ------- | ------ | ------ | ------ |
| 2013-2014 | LSU      | 34      | 34     | 32,8    | 53,4 | 0,0   | 69,5 | 7,85    | 1,06    | 0,62   | 3,09   | 12,79  |
| 2014-2015 | LSU      | 31      | 31     | 34,9    | 50,4 | 11,1  | 64,6 | 9,94    | 1,29    | 0,94   | 3,61   | 15,42  |
| Carrière  | Carrière | 65      | 65     | 33,8    | 51,8 | 7,1   | 66,9 | 6,85    | 1,17    | 0,77   | 3,34   | 14,05  |

### NBA

#### Saison régulière
| Saison      | Équipe      | MJ | 5D | Min | Pts | %Tirs | %3pts | %LF  | Off | Def | Tot | Bp  | Int | Pd  | Ctr | Cté | Fts | Fpv | DD2 | TD3 |
| ----------- | ----------- | -- | -- | --- | --- | ----- | ----- | ---- | --- | --- | --- | --- | --- | --- | --- | --- | --- | --- | --- | --- |
| 2015-16     | Celtics     | 16 | 0  | 3,6 | 1,3 | 36,4  | -     | 50,0 | 0,4 | 0,4 | 0,8 | 0,1 | 0,0 | 0,1 | 0,7 | 0,3 | 0,3 | 0,4 | 0   | 0   |
| 2016-17     | Celtics     | 25 | 1  | 5,6 | 1,5 | 44,1  | 0,0   | 57,1 | 0,5 | 0,8 | 1,4 | 0,4 | 0,1 | 0,3 | 0,2 | 0,2 | 0,5 | 0,4 | 0   | 0   |
| En carrière | En carrière | 41 | 1  | 4,8 | 1,4 | 41,1  | 0,0   | 54,2 | 0,5 | 0,7 | 1,1 | 0,2 | 0,1 | 0,2 | 0,4 | 0,2 | 0,4 | 0,4 | 0   | 0   |

#### Playoffs
| Année       | Équipe      | MJ | 5D | Min | Pts | %Tirs | %3pts | %LF | Off | Def | Tot | Bp  | Int | Pd  | Ctr | Cté | Fts | Fpv | DD2 | TD3 |
| ----------- | ----------- | -- | -- | --- | --- | ----- | ----- | --- | --- | --- | --- | --- | --- | --- | --- | --- | --- | --- | --- | --- |
| 2016        | Celtics     | 2  | 0  | 5,0 | 2,0 | 50,0  | -     | -   | 0,5 | 0,5 | 1,0 | 0,0 | 0,0 | 1,0 | 0,5 | 0,0 | 0,0 | 0,0 | 0   | 0   |
| 2017        | Celtics     | 2  | 0  | 9,0 | 2,0 | 40,0  | -     | -   | 0,0 | 2,5 | 2,5 | 0,5 | 0,0 | 0   | 0,5 | 0,0 | 1,5 | 0,5 | 0   | 0   |
| En carrière | En carrière | 4  | 0  | 7,0 | 2,0 | 44,4  | -     | -   | 0,3 | 1,5 | 1,8 | 0,3 | 0,0 | 0,5 | 0,5 | 0,0 | 0,8 | 0,3 | 0   | 0   |

## Records sur une rencontre en NBA
Les records personnels de Jordan Mickey en NBA sont les suivants, :
| Type de statistique        | Saison régulière | Saison régulière                | Saison régulière | Playoffs | Playoffs               | Playoffs      |
| Type de statistique        | Record           | Adversaire                      | Date             | Record   | Adversaire             | Date          |
| -------------------------- | ---------------- | ------------------------------- | ---------------- | -------- | ---------------------- | ------------- |
| Points                     | 9                | 2 fois                          | 2 fois           | 4        | @ Hawks d'Atlanta      | 26 avril 2016 |
| Paniers marqués            | 4                | 5 fois                          | 5 fois           | 2        | @ Hawks d'Atlanta      | 26 avril 2016 |
| Paniers tentés             | 9                | Mavericks de Dallas             | 22 décembre 2017 | 3        | 2 fois                 | 2 fois        |
| Paniers à 3 points réussis | 1                | 2 fois                          | 2 fois           | -        | -                      | -             |
| Paniers à 3 points tentés  | 2                | 2 fois                          | 2 fois           | -        | -                      | -             |
| Lancers francs réussis     | 3                | 2 fois                          | 2 fois           | -        | -                      | -             |
| Lancers francs tentés      | 4                | Pelicans de La Nouvelle-Orléans | 23 décembre 2017 | -        | -                      | -             |
| Rebonds offensifs          | 3                | @ Magic d'Orlando               | 7 décembre 2016  | 1        | @ Hawks d'Atlanta      | 26 avril 2016 |
| Rebonds défensifs          | 9                | Nets de Brooklyn                | 29 décembre 2017 | 5        | Cavaliers de Cleveland | 19 mai 2017   |
| Rebonds totaux             | 10               | @ Hawks d'Atlanta               | 18 décembre 2017 | 5        | Cavaliers de Cleveland | 19 mai 2017   |
| Passes décisives           | 2                | 4 fois                          | 4 fois           | 2        | @ Hawks d'Atlanta      | 26 avril 2016 |
| Interceptions              | 2                | 2 fois                          | 2 fois           | -        | -                      | -             |
| Contres                    | 3                | 2 fois                          | 2 fois           | 1        | 2 fois                 | 2 fois        |
| Balles perdues             | 3                | @ Celtics de Boston             | 20 décembre 2017 | 1        | Cavaliers de Cleveland | 19 mai 2017   |
| Minutes jouées             | 27               | Clippers de Los Angeles         | 16 décembre 2017 | 10       | Cavaliers de Cleveland | 19 mai 2017   |

- Double-double : 0
- Triple-double : 0